# Liste der Bodendenkmäler in Neubiberg
Auf dieser Seite sind die Bodendenkmäler in der oberbayerischen Gemeinde Neubiberg zusammengestellt. Diese Tabelle ist eine Teilliste der Liste der Bodendenkmäler in Bayern. Grundlage ist die Bayerische Denkmalliste, die auf Basis des Bayerischen Denkmalschutzgesetzes vom 1. Oktober 1973 erstmals erstellt wurde und seither durch das Bayerische Landesamt für Denkmalpflege geführt wird. Die folgenden Angaben ersetzen nicht die rechtsverbindliche Auskunft der Denkmalschutzbehörde.

## Bodendenkmäler der Gemeinde

### Bodendenkmäler in der Gemarkung Perlach
| Lage               | Objekt                                              | Akten-Nr.     | Bild |
| ------------------ | --------------------------------------------------- | ------------- | ---- |
| Perlach (Standort) | Siedlung vor- und frühgeschichtlicher Zeitstellung. | D-1-7935-0117 |      |

### Bodendenkmäler in der Gemarkung Unterbiberg
| Lage                                   | Objekt | Akten-Nr.     | Bild           |
| -------------------------------------- | --- | ------------- | -------------- |
| Unterbiberg (Standort)                 | Siedlung vor- und frühgeschichtlicher Zeitstellung. | D-1-7935-0081 |                |
| Unterbiberg (Standort)                 | Körpergräber des Endneolithikums (Glockenbecherkultur), Siedlung und Brandgräber der Hallstattzeit, Siedlung und Körpergräber der späten römischen Kaiserzeit sowie Körpergräber des frühen Mittelalters. Siehe auch: Körpergrab, neolithikum, Glockenbecherkultur, Brandgrab, Hallstattzeit, Römische Kaiserzeit, Mittelalter | D-1-7935-0084 |                |
| Unterbiberg (Standort)                 | Siedlung vor- und frühgeschichtlicher Zeitstellung. | D-1-7935-0088 |                |
| Unterbiberg (Standort)                 | Siedlung vor- und frühgeschichtlicher Zeitstellung. | D-1-7935-0089 |                |
| Unterbiberg (Standort)                 | Verebnete Viereckschanze und Außensiedlung der späten Latènezeit sowie Körpergräber vor- und frühgeschichtlicher Zeitstellung. Siehe auch: Viereckschanze, Latènezeit | D-1-7935-0251 |                |
| Unterbiberg Zwergerstraße 6 (Standort) | Untertägige mittelalterliche und frühneuzeitliche Befunde im Bereich der Katholischen Filialkirche St. Georg in Unterbiberg und ihrer Vorgängerbauten. Siehe auch: St. Georg (Unterbiberg) | D-1-7935-0277 | weitere Bilder |
| Unterbiberg (Standort)                 | Körpergräber vor- und frühgeschichtlicher Zeitstellung. | D-1-7936-0034 |                |